# Снегово
Снегово (мкд. Снегово) је насеље у Северној Македонији, у јужном делу државе. Снегово припада општини Битољ.

## Географија
Насеље Снегово је смештено у јужном делу Северне Македоније. Од најближег већег града, Битоља, насеље је удаљено 10 km северозападно.
Снегово се налази на западном ободу Пелагоније, највеће висоравни Северне Македоније. Насеље је смештено високо, на висовима Облаковске планине, више Битоља. Надморска висина насеља је приближно 1.090 метара.
Клима у насељу је планинска због знатне надморске висине.

## Становништво
Снегово је према последњем попису из 2021. године било без становника.
Претежно становништво били су Албанци.
Већинска вероисповест био је ислам.